# Très vénérable ordre de Saint-Jean
Pour les articles homonymes, voir Ordre de Saint-Jean.

Drapeau du Vénérable ordre

Le très vénérable ordre de l'Hôpital de Saint-Jean de Jérusalem ((en) Most Venerable Order of the Hospital of Saint John of Jerusalem), est un ordre de chevalerie protestant de la couronne britannique, fondé en 1888, et toujours décerné aujourd'hui dans les pays du Commonwealth, aux États-Unis, à Hong Kong et en Irlande. L'admission dans l'ordre sert à reconnaître les services exceptionnels rendus à l'hôpital ophtalmologique Saint-Jean à Jérusalem ou à l'ambulance Saint-Jean.

## Structure du Vénérable ordre
Le monarque britannique est le chef de l'ordre (en 2024 : S.M. le roi Charles III). Vient ensuite le grand prieur, S.A.R. le duc de Gloucester, qui tient ce rôle depuis 1974 et le lord-prieur, le prof. Mark Compton. L'ordre comprend également un conseil de l'Ordre, réunissant les grands-officiers de chacun des prieurés.
L'ordre a 6 niveaux :
- Niveau I – Baillis ou Dames grand-croix (GCStJ)
- Niveau II – Chevalier ou Dames de justice ou de grâce (KStJ ou DStJ)
- Niveau III – Commandeurs (CStJ)
- Niveau IV – Officiers (OStJ)
- Niveau V – Frères-servant ou Sœurs-laie (SBStJ ou SSStJ)
- Niveau VI – Écuyer (EsqStJ)[3]

De manière générale, les membres de l'ordre commencent au niveau de « Membre », qui était anciennement appelé « Frère-servant » ou « Sœur-laie », et sont ensuite promus selon divers critères.

## Prieurés et commanderies de l'ordre de Saint-Jean
L'ordre de Saint-Jean se compose de onze prieurés :
- Le prieuré d'Australie, qui intègre la commanderie d'Australie-Occidentale.
- Le prieuré du Canada.
- Le prieuré d'Angleterre et des Îles (1999), qui intègre, en plus des commanderies anglaises, les commanderies d'Irlande du Nord, de Jersey, de Guernesey et de Man.
- Le prieuré de Hong Kong.
- Le prieuré du Kenya (2013).
- Le prieuré de Nouvelle-Zélande.
- Le prieuré d'Écosse.
- Le prieuré de Singapour (2014).
- Le prieuré d'Afrique du Sud.
- Le prieuré des États-Unis.
- Le prieuré du Pays de Galles.

Tous les pays sans prieuré ou commanderie propres dépendent du prieuré d'Angleterre et des Îles. Il s'agit souvent de petits États du Commonwealth dans lesquels l'ordre n'a qu'une présence mineure.

### Prieuré du Canada
Le vénérable ordre de Saint-Jean vient en 5e position dans le système honorifique canadien, supérieur à l'ordre national du Québec mais inférieur à l'ordre royal de Victoria.
Le gouverneur général est le grand-prieur du prieuré du Canada,. Les lieutenants-gouverneurs sont les adjoints de celui-ci et gèrent l'Ordre chacun dans leurs provinces.
Le gouverneur général et les lieutenants-gouverneurs, lorsque nommés, sont automatiquement promus au niveau de chevalier ou de dame de justice.
Il y a environ 5 500 personnes ayant reçu un des divers niveaux de l'ordre de Saint-Jean au Canada. Les nominations sont à la discrétion du Prieuré mais la personne doit avoir au moins 18 ans.

## Préséance selon les royaumes
Les citoyens de 16 pays sont éligibles pour l'attribution du Très vénérable ordre de Saint-Jean. Étant donné que chacun des pays a son propre système de décorations et de médailles honorifiques, la préséance de l'ordre change de pays en pays. Quelques exemples de préséance sont montrés ci-dessous.

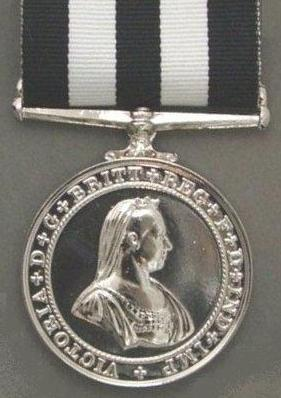
Médaille de service de l'Ordre

| Pays             | Pays             | Médaille supérieure                       | Médaille inférieure                                |
| Australie        | Australie        | Médaille de l'ordre d'Australie (OAM)     | Distinguished Conduct Medal (DCM)                  |
| Canada           | Canada           | Membre de l'ordre royal de Victoria (MVO) | Grand officier de l'Ordre national du Québec (GOQ) |
| Nouvelle-Zélande | Nouvelle-Zélande | Croix rouge royale (classe II) (ARRC)     | Distinguished Conduct Medal (DCM)                  |
| Royaume-Uni      | Royaume-Uni      | Croix rouge royale (classe II) (ARRC)     | Distinguished Conduct Medal (DCM)                  |

## Siège de l'Ordre
La porte Saint-Jean (anglais : St John's Gate) dans le quartier londonien de Clerkenwell, est le siège du Vénérable Ordre de Saint-Jean. Elle fut édifiée en 1504 par Thomas Dockwra, comme la porte sud de l'ancien Prieuré de Clerkenwell, utilisé par l'Ordre de Malte à l'origine. Elle abrite la chapelle de l'Ordre, et aussi un musée de l'Ordre.